# David Matas
David Matas CM (nascido em 29 de agosto de 1943) é o consultor jurídico sênior da B'nai Brith Canada. Ele mantém uma prática de advocacia sobre refugiados, imigração e legislação de direitos humanos desde 1979. Ele publicou vários livros e manuscritos e atualmente reside em Winnipeg, Canadá.
Criticando a impunidade pelos abusos dos direitos humanos, Matas declarou: "Nada encoraja um criminoso tanto quanto saber que ele pode escapar impune de um crime."

## Educação
David Matas nasceu em Winnipeg, Manitoba; seus avós eram imigrantes da Ucrânia e da Romênia. Ele obteve um bacharelado da Universidade de Manitoba em 1964 e um Master of Arts da Universidade de Princeton em 1965. Em 1967, ele obteve o Bacharelado em Artes (Jurisprudência) pela Universidade de Oxford, Inglaterra, e em 1968 ele obteve o Bacharelado em Direito Civil. Em 1969, ele se tornou advogado do Middle Temple no Reino Unido e ingressou na Ordem dos Advogados de Manitoba em 1971.

## Trabalho de direitos humanos
Matas tem estado ativamente envolvido como Diretor do Fundo Internacional de Defesa e Ajuda para a África do Sul no Canadá, Diretor de Cooperação Canadá-África do Sul, Co-presidente do Canadian Helsinki Watch Group, e muitas outras organizações.

### Coleta de órgãos de praticantes do Falun Gong na China
Em 2006, com David Kilgour, ele divulgou o relatório Kilgour-Matas, que afirmou que "a fonte de 41.500 transplantes para o período de seis anos de 2000 a 2005 não é explicada" e "acreditamos que houve e continuam a haver apreensões involuntárias de órgãos de praticantes do Falun Gong em grande escala".  Em 2009, eles publicaram uma versão atualizada do relatório na forma de livro. Eles viajaram para cerca de 50 países para aumentar a conscientização sobre a situação. Posteriormente, Matas afirmou: "Estimamos que no período entre 2000 e 2005 houve 41.500 transplantes que não têm outra fonte explicada".
Em 2012, State Organs: Transplant Abuse in China, editado por Matas e Dr. Torsten Trey, foi publicado com ensaios do Dr. Gabriel Danovitch, Professor de Medicina, Arthur Caplan, Professor de Bioética, Dr. Jacob Lavee, cirurgião cardiotorácico, Dr. Ghazali Ahmad, Professora Maria Fiatarone Singh, Dr. Torsten Trey, Ethan Gutmann e Matas.
Ethan Gutmann entrevistou mais de 100 testemunhas e estimou que 65.000 praticantes do Falun Gong foram mortos por seus órgãos de 2000 a 2008.